# Cornus slavinii
Cornus slavinii är en kornellväxtart som beskrevs av Alfred Rehder. Cornus slavinii ingår i släktet korneller, och familjen kornellväxter. Inga underarter finns listade i Catalogue of Life.